# Карбіди
Карбі́ди (англ. carbide, carbonide; нім. Karbide n pl) — бінарні сполуки вуглецю з металами, бором та кремнієм (наприклад, карбід заліза, карбід кальцію).

## Загальний опис
Тверді крихкі важкоплавкі речовини, нерозчинні без руйнування в жодному з розчинників. Багато карбідів належить до сполук з найвищими температурами плавлення: TaC (3985 °C), HfC (3890 °C), NbC (3613 °C) тощо.
Сполуки вуглецю з елементами меншої або майже рівної електронегативності. Основні типи:
- сольові (солеподібні) карбіди (saline carbides), які дають при гідролізі СН4, пр., Ве2C, Al4C3; сольові карбіди, які містять йон [С≡С]2–, пр., Na2C2, K2C2, M2C2 (M = Mg, Ca, Sr, Ba), Ag2C2, Cu2C2, під дією води виділяють ацетилен; сольові карбіди, які містять йон [С=С=С]4–, зустрічаються рідко, це зокрема Mg2C3, що при гідролізі виділяє пропін;
- карбіди включення; утворюються при нагріванні вуглецю з металами d-блоку, що мають радіуси атомів (rм) більше від 130 пм, пр., Ti, Zr, V, Mo, W, можуть бути описані в термінах тісно упакованої металічної ґратки, порожнини в якій займають атоми вуглецю; карбіди типу M2C (пр., V2C, Nb2C), MC (TiC, WC) дуже тверді, тугоплавкі (>2800 K) матеріали, на відміну від ацетиленідів не реагують з водою;
- карбіди з іншою структурою кристалічної ґратки; перехідні метали з rм < 130 пм, пр., Cr, Fe, Co, Ni) утворюють карбіди зі стехіометрією Cr3C2, Fe3C, що містять зв'язки С–С, ці карбіди гідролізуються з утворенням вуглеводнів та водню;
- фулеридні солі;
- ендоедричні металофулерени.

## Класифікація
За типом зв'язку карбіди класифікують на іонні (солеподібні), ковалентні та металоподібні.
- Іонні карбіди утворюють метали I та II груп періодичної системи, рідкісноземельні елементи та актиніди, а також алюміній. Атом вуглецю в цих сполуках утворює іони C4–, (C=C)4–, (C=C=C)4– та (C=C)2–.
- Ковалентні карбіди утворюють бор та кремній: SiC (карборунд), B4C.
- Металоподібні карбіди утворюють перехідні метали IV–VII груп періодичної системи (наприклад, TiC, Mo2C, цементит Fe3C). В їхніх кристалах зв'язок метал-метал металічний, а негативно заряджені атоми вуглецю не поєднані один з одним.

## Найважливіший представник
Важливе практичне значення має карбід кальцію СаС2, який добувають прожарюванням суміші вугілля з вапном:
- СаО + 3С = СаС2 + СО↑

Цей процес проводять зазвичай в потужних електричних печах.
Відомий також спосіб отримання карбіду кальцію в шахтних печах типу доменних, в яких необхідна для утворення карбіду висока температура (до 2000 °С і вище) досягається вдуванням в піч повітря, збагаченого киснем. Цей спосіб дозволяє економити значну кількість електричної енергії, проте поки він ще не знайшов широкого практичного застосування.
Чистий карбід кальцію абсолютно безбарвний і прозорий, технічний же складається з твердих, непрозорих шматків темно-сірого кольору. З карбіду кальцію дією на нього води, одержують ацетилен, який широко використовується в різних виробництвах; значні кількості карбіду кальцію споживаються заводами, що виробляють цінне добриво — ціанамід кальцію.

## Добування
Карбіди добувають із простих речовин, відновленням оксидів, газофазним та металотермічним способами.

## Хімічні властивості
Іонні карбіди гідролізують:
{\displaystyle {\ce {CaC_2 + 2H_2O -> Ca(OH)_2 + C_2H_2}}}
- Al4C3 + 12H2O = 4Al(OH)3 + 3CH4↑

Так само руйнуються водою окремі металоподібні карбіди, але тут продукти різноманітніші:
- Mn3C + 6H2O = 3Mn(OH)2 + CH4↑ + H2↑

Карбіди, стійкі до води та розчинів кислот, можна зруйнувати стопленням із лугами під доступом повітря:
- 2WC + 8NaOH + 5O2 = 2Na2WO4 + 2Na2CO3 + 4H2O↑

## Застосування
Застосовують карбіди у виробництві металокерамічних і вилитих твердих сплавів для металообробки, буріння гірських порід тощо. В реакціях їх застосовують як відновники, розкислювачі та каталізатори.